# Pauli Toivonen
Pauli Toivonen, född den 22 augusti 1929 i Tavastehus, avliden den 14 februari 2005 i Esbo var en finländsk rallyförare. Han var far till Harri och Henri Toivonen.
Toivonen blev finsk rallymästare 1962 och europeisk mästare 1968.